# William Howe
William Howe, V visconte Howe (Reading, 10 agosto 1729 – Twickenham, 12 luglio 1814), è stato un generale, politico e nobile britannico.
Fu il comandante in capo dal settembre 1775 al maggio 1778 delle forze militari britanniche impegnate nella guerra d'indipendenza americana; era il fratello minore dell'ammiraglio Richard Howe e del generale George Howe, ucciso nel 1758 nella battaglia di Fort Carillon. 
Ufficiale valoroso ed abile tattico, William Howe, dopo essersi distinto nella Guerra franco-indiana, non diede prova, nel suo ruolo di comando in America, della necessaria energia e non riuscì a distruggere l'esercito ribelle del generale George Washington. Nonostante alcuni successi e l'occupazione di New York e Filadelfia, Howe commise gravi errori strategici e dimostrò insufficiente determinazione, perdendo numerose opportunità per ottenere una vittoria decisiva. Nella primavera del 1778 venne quindi sostituito dal generale Henry Clinton e richiamato in patria.

## Biografia

### I primi anni e l'inizio della carriera
William Howe nacque in Inghilterra, terzo e ultimo figlio di Emanuel Howe, II visconte Howe e di sua moglie Charlotte, figlia di Sophia von Kielmansegg, contessa di Darlington, sorellastra di Giorgio I di Gran Bretagna. Sua madre fu regolarmente presente alla corte di Giorgio II e di Giorgio III. Questo legame con la corona probabilmente fu alla base della brillante carriera dei suoi tre figli, che comunque si dimostrarono tutti e tre valenti ufficiali. Suo padre era un politico, che aveva prestato servizio come Governatore delle Barbados ove era morto nel 1735. Il fratello maggiore di William fu il generale George Howe, che venne ucciso poco prima della Battaglia di Fort Carillon del 1758 a Fort Ticonderoga. Altro suo fratello fu l'ammiraglio Richard Howe, che divenne uno dei principali comandanti navali britannici della sua epoca.
William Howe entrò nell'esercito britannico a 17 anni comprando i gradi di ufficiale nel Duke of Cumberland's Regiment of Light Dragoons nel 1746. Egli prestò dunque servizio per due anni nelle Fiandre durante la Guerra di Successione austriaca. Dopo la guerra venne trasferito al 20th Regiment of Foot, ove conobbe James Wolfe e ne divenne amico.

### La Guerra dei Sette anni
Durante la Guerra dei Sette anni, dapprima Howe prestò servizio in America dove si dimostrò attivo e capace elevando la sua reputazione all'interno dell'esercito britannico. Entrò nel 58th (Rutlandshire) Regiment of Foot nel febbraio del 1757, e venne promosso tenente colonnello nel dicembre di quello stesso anno. Egli comandò un reggimento all'assedio di Louisbourg nel 1758, guidando uno sbarco anfibio sotto il fuoco nemico. Quest'azione sorprese i nemici e favorì l'azione dell'esercito del generale Wolfe.
Howe comandò un battaglione di fanteria leggera nel corpo di spedizione del generale Wolfe durante l'assedio di Québec nel 1759. Fu presente alla battaglia di Beaufort, e venne prescelto da Wolfe per guidare l'avanguardia dell'armata lungo le scogliere del fiume San Lorenzo fino alle Piane di Abraham che favorì in modo decisivo la vittoria britannica nella battaglia delle Piane di Abraham il 13 settembre 1759. Dopo aver trascorso l'inverno impegnato nella difesa della città di Québec, il suo reggimento combatté nell'aprile del 1760 la battaglia di Sainte-Foy, quindi Howe guidò una brigata, alle dipendenze del generale Jeffrey Amherst, nella conquista di Montréal prima di fare ritorno in Inghilterra. Howe comandò una brigata anche nel 1761 alla presa di Belle Île, presso le coste francesi, ma dopo la conquista l'isola, egli non ottenne l'incarico di governatore. Come aiutante generale delle forze che catturarono l'Avana nel 1762, giocò un ruolo di rilievo nel combattimento a Guanabacoa.

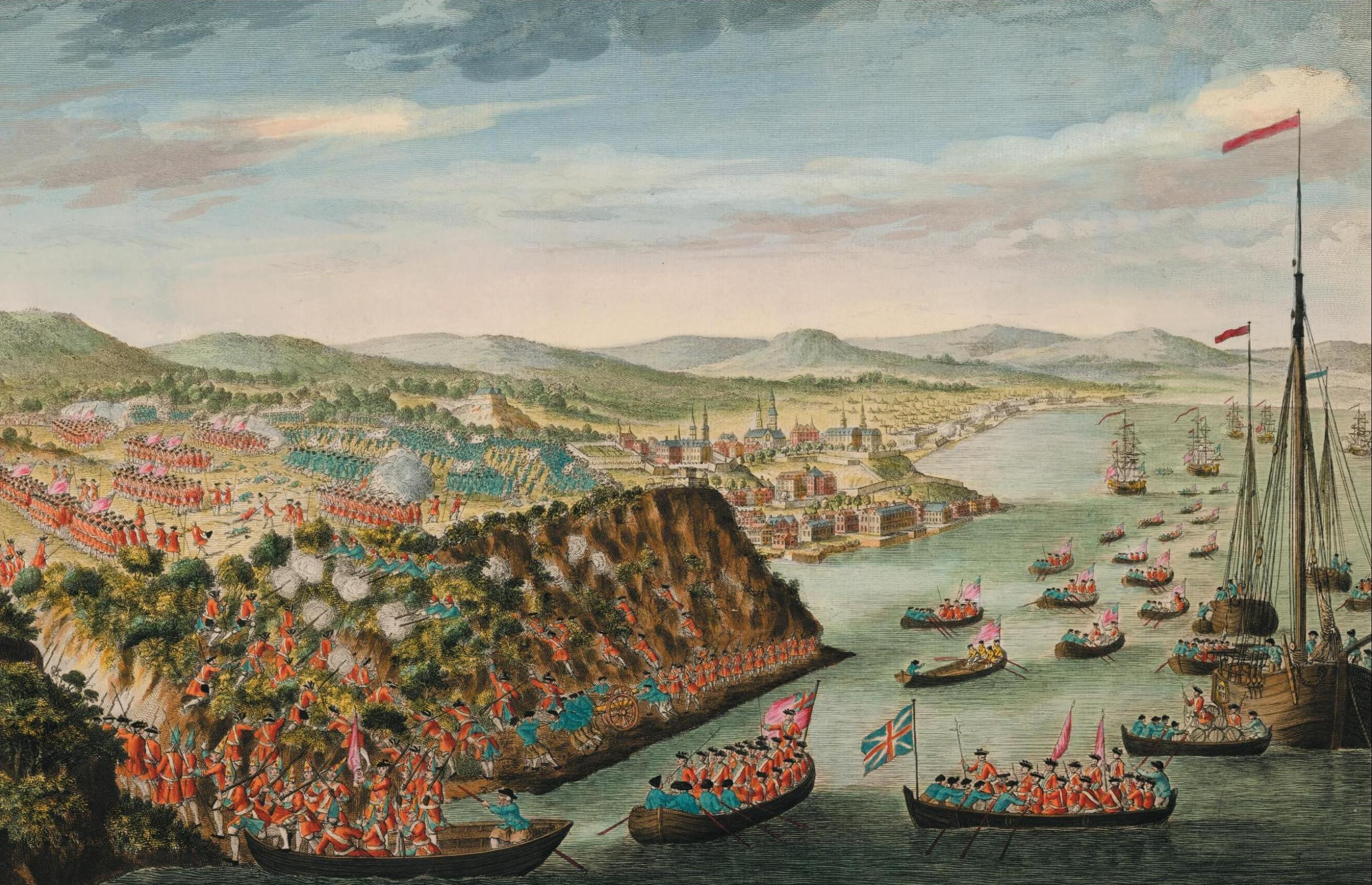
Stampa d'epoca raffigurante la discesa degli inglesi dalle Piane di Abraham nel 1759

Nel 1758, Howe venne eletto membro del parlamento per Nottingham, succedendo alla sede lasciata vacante dalla morte di suo fratello George. La sua elezione venne favorita grazie all'influenza di sua madre che vedeva nella politica l'opportunità di avanzarlo di grado anche militarmente. Nel 1764 egli venne infatti promosso colonnello del 46th (South Devonshire) Regiment of Foot, e nel 1768 venne nominato vice governatore dell'Isola di Wight. Non appena si manifestarono negli anni '70 del Settecento le prime tensioni tra Gran Bretagna e colonie, Howe continuò la sua ascesa militare, reputato uno dei migliori ufficiali dell'esercito del suo tempo. Nel 1772 venne promosso maggiore generale e nel 1774 introdusse un nuovo metodo di addestramento per le compagnie di fanteria leggera.
In parlamento egli fu particolarmente favorevole alle colonie americane. Egli si oppose pubblicamente alla creazione di una legislazione per punire per le Tredici Colonie nota come Intolerable Acts, e nel 1774 assicurò alla sua circoscrizione elettorale che egli si sarebbe impegnato attivamente affinché i britannici non sottomettessero con la forza l'America ma si limitassero a esercitare i loro diritti coloniali. Howe affermò anche pubblicamente che egli avrebbe rifiutato di assumere un comando in un'eventuale guerra contro i coloni americani. In realtà l'atteggiamento reale di Howe era piuttosto equivoco; in segreto egli invece aveva fatto sapere ai governanti britannici che avrebbe desiderato essere inviato in America come vice-comandante delle truppe in collaborazione con il generale Thomas Gage. È possibile che Howe ritenesse che, essendo il generale Gage ampiamente screditato, egli avrebbe potuto ben presto assumere il comando supremo al suo posto e avrebbe avuto la possibilità di condurre personalmente negoziati per una riconciliazione con i coloni. Howe peraltro era contrario a concedere l'indipendenza alle colonie americane ed è evidente che egli si faceva delle illusioni sulle sue possibilità di successo e che non era bene informato sui reali sentimenti e sulla forte ostilità verso la madrepatria degli abitanti delle tredici colonie.
All'inizio del 1775, quando Giorgio III lo chiamò a servizio, egli accettò malgrado le sue posizioni sentendosi chiamato al dovere di soldato.. La nomina di Howe incontrò ampio consenso sia tra i politici moderati che lo ritenevano particolarmente indicato per l'incarico per la sua moderazione verso i coloni, sia tra gli intransigenti, nonostante il suo noto interesse per la riconciliazione. In particolare l'influente George Germain era un suo fermo sostenitore; egli considerava Howe in grado con il suo prestigio e la sua esperienza di rafforzare la disciplina e la fiducia tra le truppe a Boston; inoltre Germain riteneva che Howe fosse l'ufficiale britannico più idoneo, grazie alla sua esperienza nelle tattiche di fanteria leggera, di addestrare i reparti al nuovo tipo di guerra in corso in America. Giorgio III diede la sua piena approvazione alla nomina di Howe che egli considerava un amico fidato e una personalità in grado di ottenere un ampio consenso nelle varie correnti politiche.
Howe salpò alla volta dell'America nel marzo del 1775, in compagnia dei generali Henry Clinton e John Burgoyne. Nel maggio del 1775 il suo incarico come colonnello venne trasferito al 23rd Fusiliers.

### La Guerra d'indipendenza americana

#### Bunker Hill e Boston
Howe giunse a Boston il 25 maggio 1775, dopo aver appreso durante il viaggio che la guerra era ormai scoppiata in campo aperto con gli scontri di Lexington e Concord nell'aprile precedente. Egli conduceva con sé 4.000 uomini inviati a rinforzare la guarnigione di 5.000 soldati al comando del generale Thomas Gage che era sotto assedio dopo queste battaglie. Gage discusse con Howe e con i generali Henry Clinton e John Burgoyne i piani per rompere l'assedio delle milizie americane, giungendo a formulare un piano per colpire dapprima le alture dominanti e poi disgregare tutte le posizioni nemiche intorno a Boston a partire dal 18 giugno di quell'anno. Ad ogni modo i miliziani seppero del piano e fortificarono le alture di Breed's Hill sulla penisola di Charlestown nella notte tra il 16 ed il 17 giugno, costringendo il comando britannico a rivedere la propria strategia.
Nel consiglio di guerra tenutosi il 17 giugno, i generali britannici decisero un nuovo piano per l'assalto diretto alle fortificazioni coloniali e Gage diede a Howe il comando diretto dell'operazione. Nonostante la necessità di attaccare al più presto dato che i coloni stavano potenziando le loro fortificazioni, l'attacco, che divenne noto con il nome di Battaglia di Bunker Hill, non iniziò che nel pomeriggio. Howe guidò personalmente l'ala destra dell'attacco, ma i primi due assalti vennero duramente respinti dai miliziani delle colonie. Il terzo assalto di Howe riuscì finalmente a raggiungere l'obiettivo, ma il costo in vite umane fu pesante. Le perdite dei britannici ammontarono a più di 1.000 uomini tra morti e feriti. Howe descrisse lo scontro come un "successo... raggiunto a caro prezzo". Nonostante Howe avesse mostrato grande coraggio sul campo di battaglia, le sue tattiche vennero criticate da molti; un subordinato scrisse che "l'assurda e distruttiva sicurezza" di Howe aveva contribuito a provocare l'elevato numero di perdite britanniche a Bunker Hill.

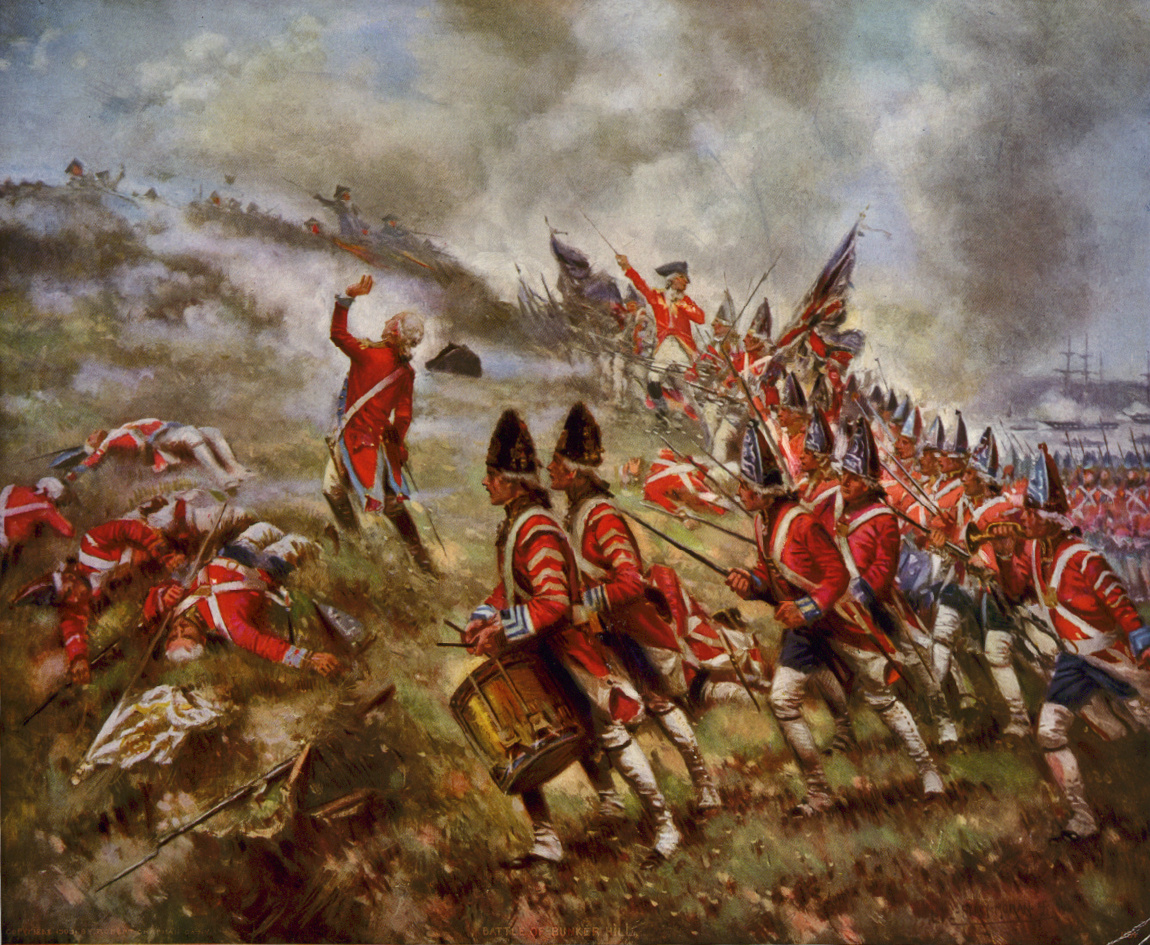
Rappresentazione della Battaglia di Bunker Hill ad opera di Percy Moran, 1909.

Anche se Howe non venne ferito in battaglia, il sanguinoso scontro di Bunker Hill fece grande impressione sul generale. Secondo lo storico britannico George Otto Trevelyan, la battaglia "influì grandemente e in modo permanente" su Howe e condizionò tutta la sua attività di comando in America.
L'11 ottobre 1775 il generale Gage fece ritorno in Gran Bretagna e Howe divenne Comandante in Capo del Nord America. In precedenza, con una lettera del 25 settembre, Howe aveva presentato nuove proposte operative ai dirigenti britannici. Mentre in un primo tempo egli aveva ritenuto corretto abbandonare Boston e raggruppare le forze a New York, ora il generale proponeva di costituire un corpo di spedizione principale a New York, di mantenere 5.000 uomini a Boston e preparare un secondo corpo di spedizione di 4.000 soldati nel Canada; Howe affermava inoltre che, in mancanza di forze sufficienti, era preferibile evacuare completamente le colonie.
I vertici militari a Londra avevano previsto, con lo scoppio delle ostilità, di preparare e trasferire grandi rinforzi di truppe in Nord America; si prevedeva inoltre di evacuare Boston e di costituire nuove basi di operazione a New York ed a Newport (Rhode Island) allo scopo di isolare quello che era ritenuto il focolai principale della ribellione nella Nuova Inghilterra.
Quando nel novembre del 1775 giunsero in America le nuove direttive dei dirigenti britannici, Howe decise inizialmente di rimanere a Boston per l'inverno ed iniziare la nuova campagna solo nel 1776.; di conseguenza, l'assedio di Boston continuò senza ulteriori grandi combattimenti. Howe non fece altri tentativi di attaccare le forze del cosiddetto Continental Army, che era ormai passato alla guida del generale George Washington. Egli pianificò comunque accuratamente le nuove operazioni previste; in questo periodo Howe inoltre stabilì una relazione con Elizabeth Lloyd Loring, moglie del lealista Joshua Loring, Jr.; Loring apparentemente accondiscese a questo rapporto, e venne ricompensato da Howe con la posizione di commissario dei prigionieri. Nel gennaio del 1776 il ruolo di Howe come comandante in capo venne rafforzato dalla sua promozione al grado di generale.
L'assedio di Boston ebbe una svolta favorevole agli americani nel marzo del 1776 quando il colonnello Henry Knox, portò sul campo l'artiglieria pesante catturata a Fort Ticonderoga durante l'inverno; il generale Washington impiegò subito questi cannoni per fortificare le alture strategiche di Dorchester che sovrastavano Boston ed il suo porto. Howe in un primo tempo progettò di attaccare le alture di Dochester ma dovette ritardare i suoi piani a causa di una tempesta di neve e alla fine decise di ritirarsi definitivamente da Boston. Il 17 marzo, le truppe britanniche e i lealisti evacuarono metodicamente la città e salparono alla volta di Halifax, in Nuova Scozia. Sembra che Howe avesse promesso di non incendiare e distruggere la città di Boston se non fosse stata ostacolata la ritirata delle sue truppe; un accordo sarebbe stato concluso tra il generale britannico e Washington.

#### La campagna di New York

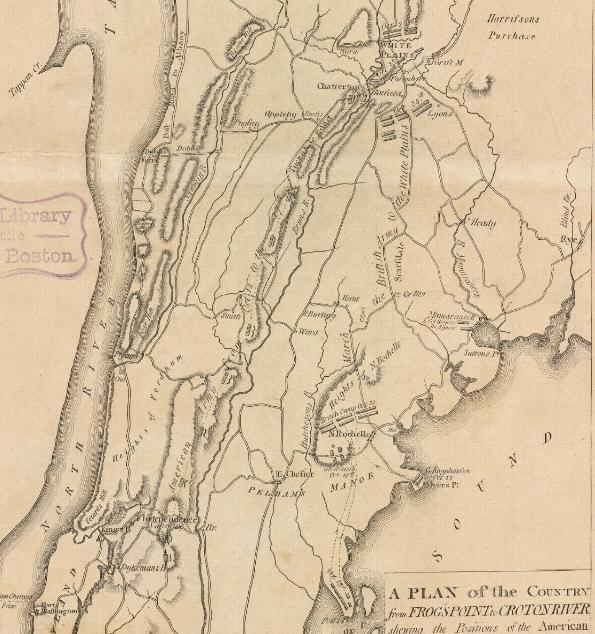
Mappa dell'epoca rappresentante i movimenti dell'esercito britannico nella contea di Westchester.

La nomina di Howe al comando supremo riscuoteva all'inizio la piena fiducia dei subordinati e delle truppe; egli era popolare e ritenuto preparato e pienamente in grado di compiere la sua missione; in particolare veniva considerato un esperto di tattiche della fanteria leggera; Howe prese in effetti subito la decisione di migliorare la mobilità e l'agilità del suo esercito raggruppando le compagnie di fanteria leggera di ogni reggimento in battaglioni autonomi.
Howe e le sue truppe iniziarono ad arrivare davanti al porto di New York e sbarcarono senza incontrare resistenza nell'isola di Staten Island all'inizio di luglio del 1776. Howe, i cui ordini da Lord Germain, il ministro del governo North che aveva la principale responsabilità esecutiva della condotta della guerra, stabilivano di evitare di entrare in azione prima del previsto arrivo di ulteriori rinforzi, rallentò le operazioni sino a metà agosto assieme al comandante della squadra navale, suo fratello Richard. Questo ritardo si sarebbe presto dimostrato un errore, dal momento che gli americani sfruttarono il periodo di sospensione delle operazioni per migliorare le fortificazioni a nord-ovest di Long Island (a Brooklyn) e potenziare la milizia locale.
Il generale Howe in precedenza era sembrato deciso a sferrare una grande offensiva militare contro i ribelli; egli aveva affermato che sarebbe stata necessaria una schiacciante vittoria e la distruzione di gran parte dell'Esercito continentale per riuscire a reprimere la "ribellione" delle colonie. La situazione tattica venutasi a creare nell'area di New York sembrava molto favorevole: il generale Washington aveva trasferito gran parte del suo esercito nell'area di New York ma lo aveva frazionato per difendere le varie isole e quindi le sue forze erano estremamente vulnerabili e rischiavano di essere isolate e distrutte separatamente dagli anglo-tedeschi che potevano dominare con le loro squadre navali la navigazione lungo i fiumi dell'area.

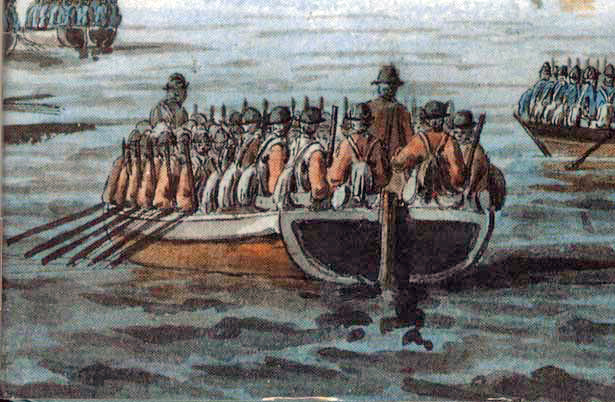
L'esercito anglo-tedesco del generale Howe sbarca sull'isola di Long Island nell'agosto 1776.

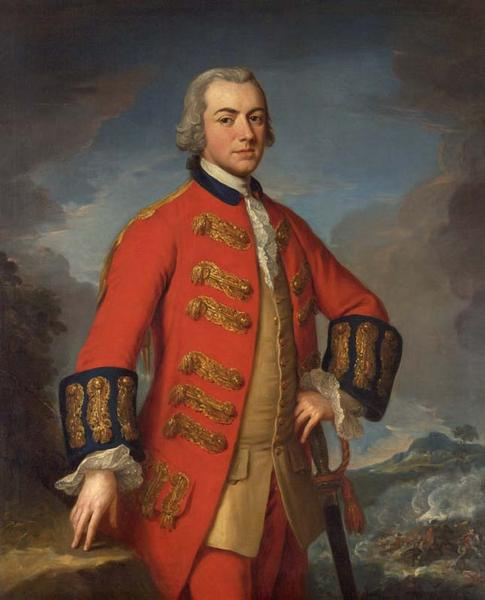
Il generale Henry Clinton che ebbe spesso accesi contrasti con Howe sulle decisioni strategiche decisive della guerra in America.

William Howe tuttavia dopo aver espresso propositi aggressivi, rinunciò a sfruttare la favorevole situazione tattica e preferì organizzare una lenta e metodica offensiva terrestre mirando a occupare progressivamente le varie isole senza cercare di distruggere completamente l'esercito nemico. È possibile che il generale britannico avesse timori di contrattacchi americani contro la sua base di operazioni a Staten Island e che fosse preoccupato, dopo le esperienze di Bunker Hill e Charleston, della temibile tenacia difensiva dei ribelli. È però probabile che egli abbia rinunciato a ricercare una vittoria strategica soprattutto per motivazioni di alta politica della guerra: Howe e suo fratello Richard verosimilmente ritenevano che una "devastante offensiva" con pesanti perdite avrebbe accresciuto l'odio e l'esasperazione dei coloni allontanando ogni prospettiva di una proficua riconciliazione tra le due parti; il generale ritenne più opportuno invece dare una dimostrazione sul campo della potenza e della superiorità delle armi britanniche sperando di intimorire il Congresso continentale e spingerlo a trattare.
Dopo aver trasferito senza difficoltà gran parte della sua armata, costituita da circa 24.000 soldati, tra cui quasi 10.000 mercenari tedeschi, i cosiddetti assiani, a sud-ovest di Long Island, Howe attaccò le posizioni americane il 27 agosto 1776. Con un'abile manovra tattica, una grande colonna di truppe britanniche, guidata da Howe e Clinton, aggirò il fianco sinistro degli americani che, attaccati anche frontalmente dagli assiani, ripiegarono in rotta sulle posizioni di Brooklyn dopo aver subito pesanti perdite. Malgrado le sollecitazioni di Clinton e altri, Howe decise di non sfruttare subito il brillante successo e rinunciò ad un assalto immediato delle fortificazioni di Brooklyn, ritenendo "che le truppe avessero fatto abbastanza per quel giorno." Egli iniziò invece le operazioni di assedio, avanzando metodicamente contro gli americani. Questa decisione permise al generale Washington di organizzare una riuscita ritirata notturna passando l'East River nella notte tra il 29 ed il 30 agosto, aiutato dalla nebbia mattutina. Lo storico George Bilias annota che se Howe avesse attaccato le alture di Brooklyn, la cattura di metà dell'esercito di Washington, e forse anche di Washington stesso, sarebbero stati vittorie sufficienti a fermare la ribellione dei coloni. Sui motivi della scarsa determinazione dimostrata da Howe e dell'arresto delle operazioni offensivi rimangono forti dubbi; una tradizione sorta all'epoca dei fatti e rimasta nella cultura popolare afferma che, in questa fase cruciale della battaglia, il generale trascorse alcuni giorni impegnato in una probabile relazione amorosa con una giovane signora americana di nome Murray che avrebbe accolto calorosamente Howe e i suoi ufficiali forse proprio con l'intento patriottico di sviare l'attenzione del generale britannico dalla guerra.
Howe venne comunque creato cavaliere dell'Ordine del Bagno per la riuscita dell'operazione a Long Island.
Howe e suo fratello Richard avevano, come parte delle loro istruzioni, ricevuto anche ruoli di commissari di pace, con limitata autorità per trattare coi ribelli. Dopo Long Island, i due tentarono una riconciliazione, inviando il generale prigioniero John Sullivan a Filadelfia con la proposta di una conferenza di pace. L'incontro che ne risultò, condotto dall'ammiraglio Howe, non ebbe esiti positivi. Gli Howe avevano come abbiamo detto ottenuto poteri limitati come rappresentanti, mentre i coloni americani richiedevano insistentemente che gli inglesi riconoscessero la dichiarazione recentemente approvata per l'indipendenza coloniale. Quest'ultima approvazione non rientrava nel ruolo di Howe e pertanto la conferenza fallì ed Howe continuò la sua campagna. Egli dapprima sbarcò delle truppe a Manhattan il 15 settembre ed occupò la città di New York (che allora si estendeva solo sulla parte inferiore dell'attuale quartiere di Manhattan), ed il giorno successivo avanzò verso nord e le Harlem Heights. Le truppe quindi si fermarono per circa un mese per consolidare il loro controllo su New York ed attendere rinforzi. Durante questo periodo egli ordinò l'esecuzione di Nathan Hale per spionaggio, e dovette affrontare un grande incendio che colpì la città. Egli tentò quindi di sbarcare nell'entroterra a Throgs Neck, fiancheggiando le posizioni di Washington sulle alture di Harlem. Ad ogni modo, le strette vie tra la spiaggia e l'entroterra erano ben difese, ed egli finì col ritirare le sue truppe. Howe riuscì poi a far sbarcare delle truppe a Pell's Point nella contea di Westchester; Washington per non essere aggirato decise di ripiegare fino alle alture di White Plains. Howe sconfisse ancora Washington nella Battaglia di White Plains combattuta il 28 ottobre e lo costrinse ad evacuare le sue posizioni, quindi il generale britannico rivolse la sua attenzione al consolidamento delle forze britanniche a Manhattan. Nel novembre di quell'anno attaccò le truppe del Continental Army e conquistò le posizioni fortificate di Fort Washington, catturando diverse migliaia di prigionieri.
Washington si ritirò quindi verso il New Jersey, seguito dall'avanguardia delle forze di Howe al comando del generale Charles Cornwallis. A questo punto, Howe preparò le truppe al comando del generale Clinton ad imbarcarsi per occupare Newport, l'altro obiettivo principale del suo piano. Clinton propose che quelle truppe invece venissero sbarcate nel New Jersey, proprio di fronte a Staten Island o presso il fiume Delaware, intrappolando Washington e riuscendo persino così a catturare la sede del Congresso Continentale, Filadelfia. Howe rifiutò queste proposte, imponendo per iscritto a Clinton ed al generale Hugh Percy, conte Percy, due accesi critici della sua strategia, di conquistare Newport. Nel dicembre di quell'anno Howe si recò a Trenton, nel New Jersey, per dare disposizioni alle sue truppe per l'inverno. Washington si era ritirato con tutti i suoi uomini verso il Delaware, e Howe ritornò ben presto a New York, credendo che la campagna, con l'arrivo dell'inverno, fosse ormai terminata. Quando Washington attaccò di sorpresa i reparti assiani a Trenton il 26 dicembre 1776, Howe chiese a Cornwallis di riorganizzare l'esercito nel New Jersey e di affrontare Washington. Cornwallis non riuscì a intrappolare il generale americano; al contrario Washington ottenne una seconda vittoria a Trenton ed una terza a Princeton. Dopo questi insuccessi, Howe fece ripiegare l'esercito su posizioni più vicine a New York per l'inverno.
Howe venne criticato da molti contemporanei e storici per non essere riuscito ad infliggere una sconfitta definitiva al Continental Army durante la campagna di New York. Molti ritennero che il suo sbarco nel Westchester fosse stato un errore e non avesse consentito di intrappolare Washington; in realtà però il principale obiettivo di Howe in quella fase era di costituire una solida posizione a Manhattan, e non necessariamente sconfiggere Washington. Ad ogni modo, lo storico George Billias osserva come la rigida aderenza di Howe ai suoi piani lo portò a commettere questi errori nelle azioni decisive della campagna.

#### La campagna di Filadelfia
Il 30 novembre 1776, non appena Washington si fu ritirato verso il New Jersey, Howe comunicò a Lord Germain i piani che egli aveva previsto per la campagna di guerra del 1777. Il generale propose di inviare 10.000 uomini a nord per risalire il fiume Hudson fino a raggiungere Albany, in cooperazione con un secondo corpo di spedizione inviato a sud dalla Provincia di Québec. Egli scrisse nuovamente a Lord Germain il 20 dicembre 1776 con una nuova e più dettagliata proposta. Questi nuovi piani, oltre ad includere ancora il progetto per prendere il controllo della valle del fiume Hudson, contenevano anche un'operazione a partire dalla base di Newport, e soprattutto un'ambiziosa spedizione per catturare Filadelfia. Howe riteneva quest'ultimo obiettivo particolarmente importante dato che Washington si trovava con il suo esercito poco a nord della città: Howe scrisse che egli era stato "persuaso che l'armata principale avrebbe dovuto sferrare l'attacco più importante [contro Filadelfia], dove il comandante nemico aveva concentrato le sue forze."
Lord Germain sapeva che questo piano era stato particolarmente "ben studiato", ma le richieste di Howe di cospicui rinforzi di truppe erano molto superiori alle reali possibilità del governo britannico. Dopo un periodo trascorso nel New Jersey, Howe a metà gennaio del 1777 propose di effettuare le operazioni contro Filadelfia, inclusa anche una spedizione marittima; egli riteneva che con questa offensiva avrebbe potuto ottenere una vittoria decisiva contro il Continental Army. Il piano venne portato avanti e già nell'aprile di quell'anno l'armata di Howe stava costruendo dei ponti; Washington alloggiava nel suo quartiere invernale di Morristown, nel New Jersey, pensando di potersi servire eventualmente del fiume Delaware come barriera difensiva. Ad ogni modo, da metà maggio Howe iniziò ad abbandonare l'idea della spedizione interamente terrestre: "Ho proposto di invadere la Pennsylvania dal mare... dovremmo probabilmente abbandonare il New Jersey."
Quando nel maggio del 1777 iniziò il nuovo ciclo di operazioni militari, il generale Washington mosse gran parte del suo esercito dai quartieri invernali di Morristown verso una posizione più fortificata presso i Monti Watchung. Nel giugno del 1777, Howe iniziò una serie di manovre nel New Jersey, apparentemente per indurre Washington a trasferire il suo esercito al di fuori di quei territori e costringerlo a combattere in una posizione sfavorevole. I reali obiettivi del generale rimangono ancora oggi sconosciuti; lo storico John Buchanan suggerisce che Howe fosse determinato a sconfiggere definitivamente Washington; l'autore scrive che "lo spostamento di Washington dalle sua posizioni invernali spinse Howe a prendere l'iniziativa, e se tutto fosse andato per il verso giusto, egli sperava finalmente di riuscire a portare avanti con successo i suoi progetti per l'anno successivo: la distruzione del Continental Army"; sembra in realtà che il vero obiettivo di Howe nella campagna del 1777 fosse soprattutto la conquista di Filadelfia. Un maggiore britannico scrisse che "il rapporto che circolava su quelle forze è che fosse necessario marciare da Hilsborough per offrir battaglia a Washington." Americani come Henry Knox erano perplessi sull'andamento delle azioni ma concluse che fosse suo proposito "sarà difficile che [gli inglesi] si fermeranno dopo aver percorso appena nove miglia... Nel corso di un giorno o due [noi] scopriremo che loro... si sono mossi dalle loro posizioni con l'intento di distruggerci."
Washington non venne tratto in inganno e non cadde nella trappola; Howe quindi trasferì le proprie truppe a Perth Amboy, incalzato dal colonnello Daniel Morgan coi suoi fucilieri (i quali usavano armi più potenti per i loro combattimenti). Washington si mosse verso una posizione più esposta, apprendendo che Howe stava imbarcando il suo esercito su navi appoggio. Howe lanciò dunque un ultimo attacco per cercare di tagliare la ritirata di Washington. Questo tentativo venne seguito dalla Battaglia di Short Hills, che diede a Washington il tempo di ritirarsi verso una posizione più sicura. Howe riuscì ad imbarcare senza difficoltà il suo esercito ed a salpare a sud con la flotta del fratello. Howe mantenne una grande segretezza sulla direzione della flotta.
La campagna di Howe verso Filadelfia iniziò con uno sbarco anfibio alla foce del fiume Elk, nel Maryland, a sud-ovest della città alla fine di agosto di quell'anno. Anche se Howe avrebbe preferito sbarcare presso il fiume Delaware più vicino a Filadelfia, la riferita presenza di difese ben preparate lo dissuase da quest'idea, e la flotta trascorse l'intero mese in mare per raggiungere la foce dell'Elk. L'esercito di Howe lasciò il fiume il 3 settembre 1777 e si portò contro la fanteria leggera americana a Cooch's Bridge. L'11 settembre 1777, l'esercito di Howe affrontò Washington presso Chadds Ford lungo il Brandywine Creek nella battaglia di Brandywine. Howe stabilì il proprio quartier generale a Gilpin Homestead, ove rimase sino alla mattina del 16 settembre. Dopo la ripresa degli scontri, Howe come a Long Island riuscì ad aggirare le posizioni del Continental Army, ma Washington riuscì a ripiegare dopo aver inflitto perdite rilevanti ai britannici.; la ritirata americana rischiò inizialmente di tramutarsi in rotta ma Howe non disponeva di cavalleria per sfruttare la vittoria e Washington e Lafayette poterono riprendere il controllo della situazione.
Dopo due settimane di manovre e combattimenti (tra cui la Battaglia delle Nuvole, la Battaglia di Paoli ed uno scontro a Valley Forge ove Alexander Hamilton fu quasi sul punto di arrendersi ai nemici), Howe entrò finalmente a Filadelfia il 26 settembre. A Filadelfia i britannici furono accolti calorosamente dai lealisti che erano piuttosto numerosi; Howe e i suoi generali non mancarono di festeggiare il successo e di promuovere mondanità e fraternizzazione con la popolazione locale. Il generale era accompagnato dall'amante, Mrs. Loring, soprannominata spregiativamente "la Sultana" per la sua influenza sul comandante, e molti altri ufficiali avevano con loro compagnie femminili compiacenti. I primi giorni a Filadelfia trascorsero quindi per l'esercito britannico in un'atmosfera rilassata tra feste e ricevimenti mondani; Howe probabilmente credette di aver ottenuto un'importante vittoria psicologica e di aver scosso in modo decisivo il morale dei ribelli, ma l'esercito americano avrebbe presto dimostrato sul campo che la sua capacità di resistenza era intatta nonostante la perdita della capitale
Una settimana dopo che Howe era entrato a Filadelfia, il 4 ottobre, Washington portò avanti un attacco alla guarnigione britannica di Germantown. Egli vinse alcuni scontri prima di essere respinto dalla città per l'arrivo di ulteriori rinforzi britannici. Questo fatto ad ogni modo costrinse Howe a ritirare le sue truppe più vicino alla città. Fu alla fine di novembre che si ebbe l'ultimo scontro con il disastroso attacco a Fort Mercer da parte di una divisione assiana che si concluse con una sconfitta

#### Le conseguenze della campagna di Burgoyne

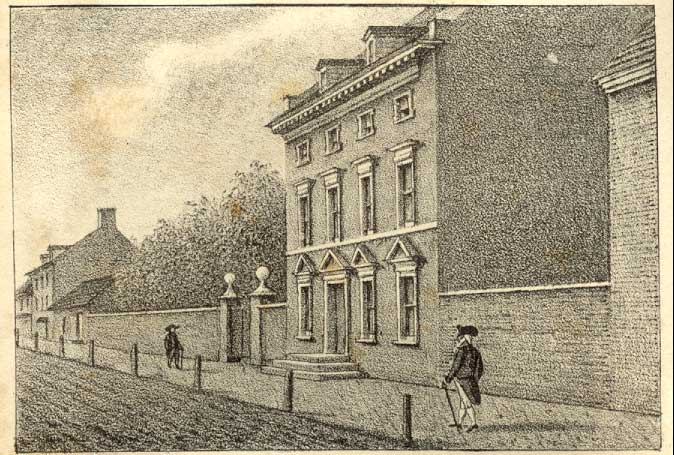
La President's House a Filadelfia. Howe rese quest'abitazione, la residenza Masters-Penn, suo quartier generale durante l'occupazione britannica di Philadelphia nel 1777–78. Successivamente essa divenne residenza presidenziale per George Washington e John Adams, 1790–1800.

In concomitanza con l'attacco di Howe a Filadelfia, il generale Burgoyne aveva portato avanti la sua spedizione da Montréal per prendere Albany. L'avanzata di Burgoyne venne fermata nella Battaglia di Saratoga tra settembre e ottobre ed egli dovette arrendersi col suo esercito il 17 ottobre di quell'anno. La resa di Burgoyne, assieme all'esito deludente delle operazioni di Howe in Pennsylvania, alterò drammaticamente l'equilibrio strategico del conflitto. Il supporto del Congresso Continentale all'armata di Washington, nonostante l'occupazione di Filadelfia per opera di Howe, si rafforzò, e la vittoria incoraggiò la Francia ad entrare in guerra contro l'Inghilterra. La sconfitta di Burgoyne inoltre indebolì notevolmente il governo britannico di Lord North in madrepatria.
Burgoyne dopo la guerra affermò che egli era avanzato in profondità lungo la valle dell'Hudson sicuro del supporto che avrebbe ottenuto ad Albany da parte di Howe con nuove truppe. Burgoyne però non poteva sapere che anche Howe si sarebbe trovato in difficoltà a Filadelfia; inoltre i piani erano stati mal comunicati tra i comandanti. Alcuni storici hanno invece suggerito che Howe abbia consapevolmente evitato di seguire le istruzioni del governo britannico e in pratica abbandonò l'esercito di Burgoyne al suo destino, mentre altri suggeriscono che lo stesso Burgoyne avesse male interpretato i piani prestabiliti.
La decisione di Howe di concentrare le sue operazioni sulla conquista di Filadelfia sarebbe stata motivata dalla volontà di competere col generale Burgoyne, al quale era stato dato il comando delle forze a nord malgrado Howe avesse inizialmente destinato a tale posizione il generale Clinton. John Alden nota che forte era la gelosia tra i comandanti britannici, scrivendo: "È come se quello [Howe] fosse geloso di Burgoyne dal momento che lo stesso Burgoyne era un comandante militare autonomo alla pari di lui." Dell stesso parere è anche lo storico Don Higginbotham che conclude che nella visione di Howe "La campagna del nord dovesse essere responsabilità esclusiva di Burgoyne che avrebbe agito autonomamente. Riguardo all'esercito guidato da Burgoyne, Howe si sarebbe limitato a fare semplicemente quando richiestogli (virtualmente nulla)."
Howe stesso scrisse a Burgoyne il 17 luglio del suo obiettivo di rimanere agganciato all'esercito di Washington: "La mia attenzione è rivolta alla Pennsylvania, dove mi aspetto di incontrare Washington, ma se invece egli deciderà di spostarsi a nord contro le mie previsioni, e voi lo terrete lontano dalla baia, vi assicuro che io marcerò contro di lui per prestarvi aiuto". Questo suggerisce come Howe intendesse seguire Washington se si fosse portato a nord per rinforzare le difese dell'Hudson. Howe, invece, salpò da New York il 23 luglio. Il 30 agosto, poco dopo il suo arrivo alla foce del fiume Elk, Howe scrisse a Germain che egli non sarebbe stato in grado di aiutare Burgoyne; il generale invece ottenne il supporto di alcuni lealisti nell'area di Filadelfia.
Una piccola forza inviata a nord da New York dal generale Clinton all'inizio di ottobre in quell'anno non fu comunque in grado di assistere in modo efficace Burgoyne.

#### Le dimissioni
Nell'ottobre del 1777, quando si erano già diffuse le prime voci sul disastro di Burgoyne a Saratoga, Howe inviò una lettera di dimissioni a Londra, lamentando di non essere stato adeguatamente supportato nei suoi anni di assunzione del comando. I rapporti tra il generale e il ministro Germain si erano deteriorati fortemente nel corso del 1777 dopo che invece nell'anno precedente Howe era sembrato godere della piena fiducia del governo britannico. Germain era soprattutto insoddisfatto della reticenza del generale e della scarsezza di sue comunicazioni ufficiali dettagliate e tempestive sull'andamento della guerra. Inoltre Germain riteneva che i due fratelli Howe avessero mostrato insufficiente determinazione e avessero rinunciato a rafforzare il blocco navale delle colonie ribelli e a colpire duramente con la flotta i porti da cui il nemico, nonostante la guerra, continuava i suoi commerci.

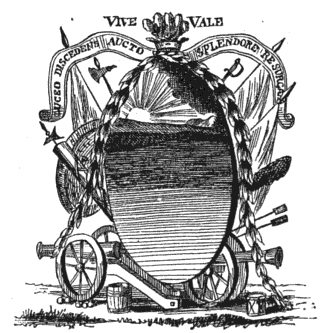
Simbolo allegorico sui biglietti d'ingresso alla grande festa della Mischianza

Howe dopo il ritorno in patria accusò invece il ministro di mancanza di fiducia nelle sue capacità di comando, di aver respinto una parte delle sue richieste e soprattutto di avere limitato l'invio delle truppe necessarie. In realtà sembra che il generale, dopo il fallimento dei suoi piani, fosse divenuto ormai consapevole della difficoltà della sua missione e che il suo morale fosse fortemente scosso; secondo alcune testimonianze in questa fase Howe divenne sempre più incerto e prudente e consentì un pericoloso rilassamento della disciplina del suo esercito. Howe aveva ormai perso la considerazione dei suoi ufficiali che lo ritenevano troppo dedito ai piaceri mondani e privo delle doti necessarie per esercitare il comando supremo; anche tra le truppe mercenarie tedesche il generale era fortemente criticato per la sua insufficiente professionalità.
Howe trascorse l'ultimo inverno con il suo esercito in America negli accampamenti a Filadelfia dove le truppe poterono trovare riparo e riposo mentre i soldati americani passarono la stagione invernale nei primitivi quartieri di Valley Forge dove l'esercito di Washington si indebolì a causa del clima, della carenza di equipaggiamenti e delle diserzioni. Howe tuttavia non ritenne possibile attaccare il nemico in inverno e rimase inattivo anche all'inizio della primavera; egli considerava ormai esaurita la sua missione e valutava con forte scetticismo la possibilità di schiacciare le forze ribelli.
Nell'aprile del 1778 le sue dimissioni vennero ufficialmente accettate dal governo britannico. Si tenne in occasione della partenza del generale il 18 maggio successivo una grande festa conosciuta col nome di "Mischianza", organizzata dai suoi aiutanti John André e Oliver De Lancey Jr., la festa comprendeva una grande parata militare, fuochi d'artificio e danze sino al tramonto con la partecipazione delle ragazze e signore più in vista dell'ambiente lealista della città Washington, sapendo che gli inglesi stavano pianificando l'evacuazione di Filadelfia, inviò il marchese di Lafayette con una piccola forza alla festa notturno per determinare i movimenti degli inglesi. Questo movimento venne notato da Howe che ordinò ad una sua colonna di intrappolare il marchese. Nella Battaglia di Barren Hill, Lafayette fuggì dalla trappola con perdite minime.
Il 24 maggio, Howe salpò alla volta della Gran Bretagna; il suo successo, il generale Henry Clinton era arrivato a Filadelfia l'8 maggio 1778 per assumere l'incarico di Comandante in Capo per il Nord America; il nuovo responsabile supremo in America iniziò i preparativi per una ritirata strategica verso New York. Howe giunse in Inghilterra il 1º luglio di quell'anno, dove col fratello dovette scontrarsi con la censura per le loro azioni in Nord America. Le dimissioni sia di William che di suo fratello Richard furono probabilmente dovute anche al desiderio di tornare a casa per rivendicare la loro condotta durante la campagna mentre già giravano voci di inettitudine che li riguardavano. Nel 1779 Howe e suo fratello chiesero l'intervento del parlamento per un'indagine sulle loro azioni che stabilì ufficialmente che nessun'azione sbagliata poteva essere imputata ai due comandanti. Per la natura inconcludente e reticente delle indagini, la stampa ed anonimi pamphlets continuarono ad attaccare gli Howe e solo nel 1780 il lealista Joseph Galloway scrisse una risposta in loro difesa.

### Gli ultimi anni
Nel 1780 non venne rieletto alla Camera dei Comuni. Nel 1782 venne nominato Tenente generale dell'Ordinanza e nominato Consigliere Privato. Il suo colonnellato venne trasferito dal 23rd Fusiliers al 19th Light Dragoons nel 1786. Egli riprese alcuni compiti nel 1789, quando scoppiò una crisi con la Spagna per la contesa di alcuni territori coloniali in Nord America. La crisi venne risolta ed Howe non vide più azioni sino al 1793, quando le Guerre rivoluzionarie francesi coinvolsero la Gran Bretagna. Egli venne promosso generale nel 1793 e comandò diversi avamposti di difesa della Gran Bretagna sino al 1795. In quell'anno venne nominato governatore di Berwick-on-Tweed.
Quando suo fratello Richard morì nel 1799 senza eredi maschi, Howe ereditò i titoli irlandesi della sua casata divenendo il V Visconte Howe e barone Clenawly. Nel 1803 egli diede le dimissioni da Tenente generale dell'Ordinanza, a causa della salute che andava degenerando. Nel 1805 venne nominato governatore di Plymouth, e morì a Twickenham nel 1814 dopo una lunga malattia. Nel 1765 Howe si era sposato con Frances Connolly, ma il matrimonio non aveva avuto eredi ed il titolo si estinse con la sua morte. Sua moglie gli sopravvisse di altri tre anni; entrambi sono sepolti a Twickenham.

## Bilancio e conclusioni
William Howe rimane una delle personalità più discusse e controverse della storia della Rivoluzione americana e dell'esercito britannico. Dopo una brillante carriera come ufficiale subordinato nell'esercito di James Wolfe, caratterizzata da una condotta audace e aggressiva delle operazioni, e dopo aver mostrato notevoli qualità come comandante e tattico di fanteria leggera, Howe guidò personalmente con grande valore l'attacco a Bunker Hill nel 1775 all'inizio della guerra d'America, ma poi non dimostrò altrettanta abilità quando assunse l'incarico di comandante in capo britannico.
Non privo di simpatie per i coloni e di comprensione per le istanze dei ribelli, sembra che Howe in un primo tempo avesse espresso la sua riluttanza a prendere parte alla guerra; egli verosimilmente accettò l'incarico di comando per ambizione personale e forse anche per l'importante compenso promesso. Howe era un generale popolare e rispettato dalle truppe per il suo coraggio; dalla notevole prestanza fisica, taciturno e riservato, egli tuttavia mostrò scarsa energia ed eccessiva prudenza nella condotta delle operazioni, evidenziando anche lentezza esecutiva e insufficiente capacità di pianificazione strategica. Possono inoltre aver contribuito a deteriorare le sue capacità di comando la propensione al bere e l'attrazione per i piaceri mondani, dimostrata dalla sua relazione con l'amante americana e dal dubbio rapporto con la signora Murray durante la campagna di New York. La sua spesso incomprensibile direzione delle operazioni in America ha suscitato grandi controversie e si è giunti al punto di mettere in dubbio la sua "effettiva volontà di vincere".